# Valentino Maxwell
Valentino Jerome Maxwell (Vicenza, 25 febbraio 1985) è un ex cestista statunitense con cittadinanza italiana.

## Carriera
Ha disputato il Campionato di pallacanestro ungherese con il Debreceni KE.